# 尹愔
尹 愔（いん いん、? - 741年（開元29年））は、唐代玄宗時期に仕えた道士。本貫は秦州上邽県。四門助教の尹守貞の子。
博学であり、老子の学問に通じていた。若い頃に道士となり、玄宗が道教を好んだために推薦され、気にいられた。諫議大夫、集賢院学士兼修国史に任じられたが、固辞した。道士の服のまま、職務につくことが認められ、集賢・史館図書に任じられた。

## 伝記資料
- 『新唐書』巻二百 列伝第百二十五 儒学下 趙冬曦伝